# São João do Caiuá
São João do Caiuá este un oraș în Paraná (PR), Brazilia.